# Eurychilopterella polhemusi
Eurychilopterella polhemusi är en insektsart som beskrevs av Stonedahl in Stonedahl, Lattin och Razafimahatratra 1997. Eurychilopterella polhemusi ingår i släktet Eurychilopterella och familjen ängsskinnbaggar. Inga underarter finns listade i Catalogue of Life.